# Budziszów Wielki

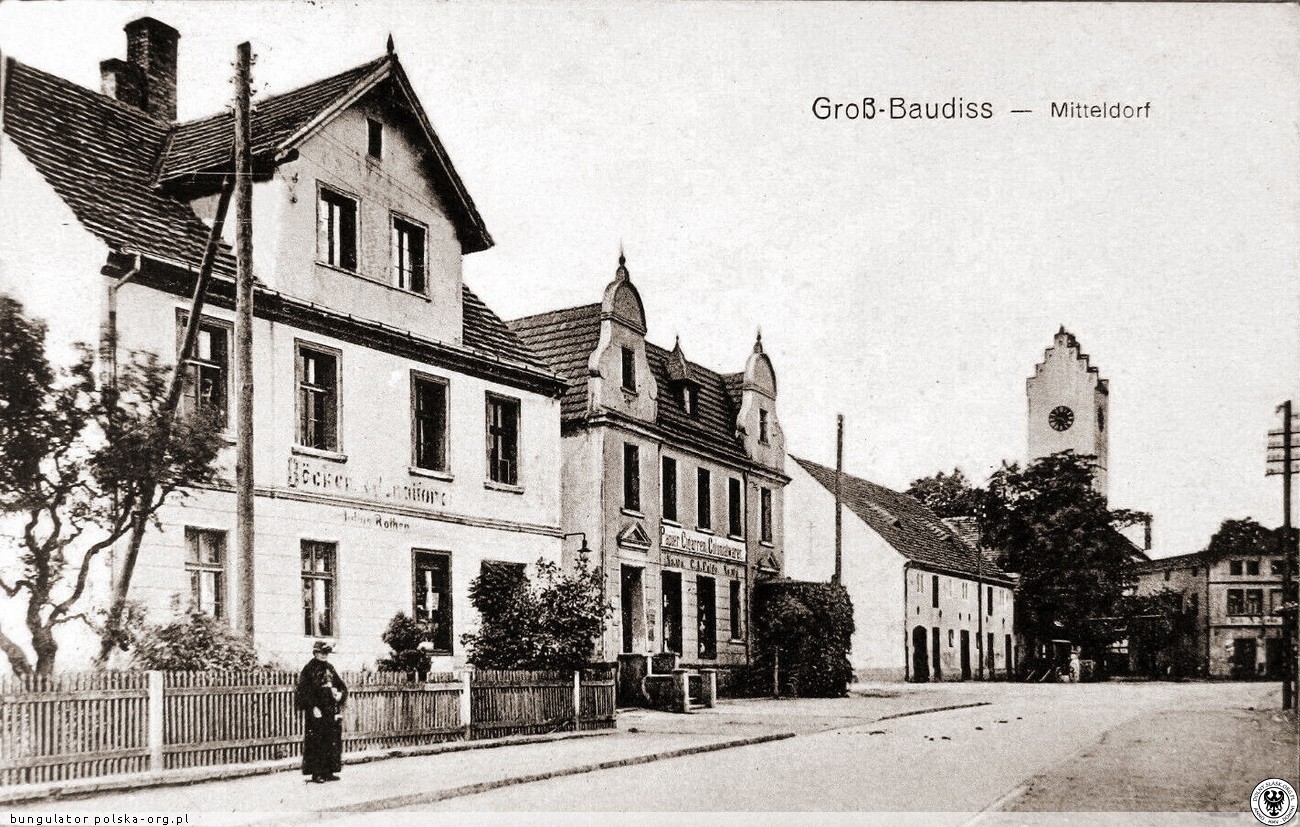
Postkarte

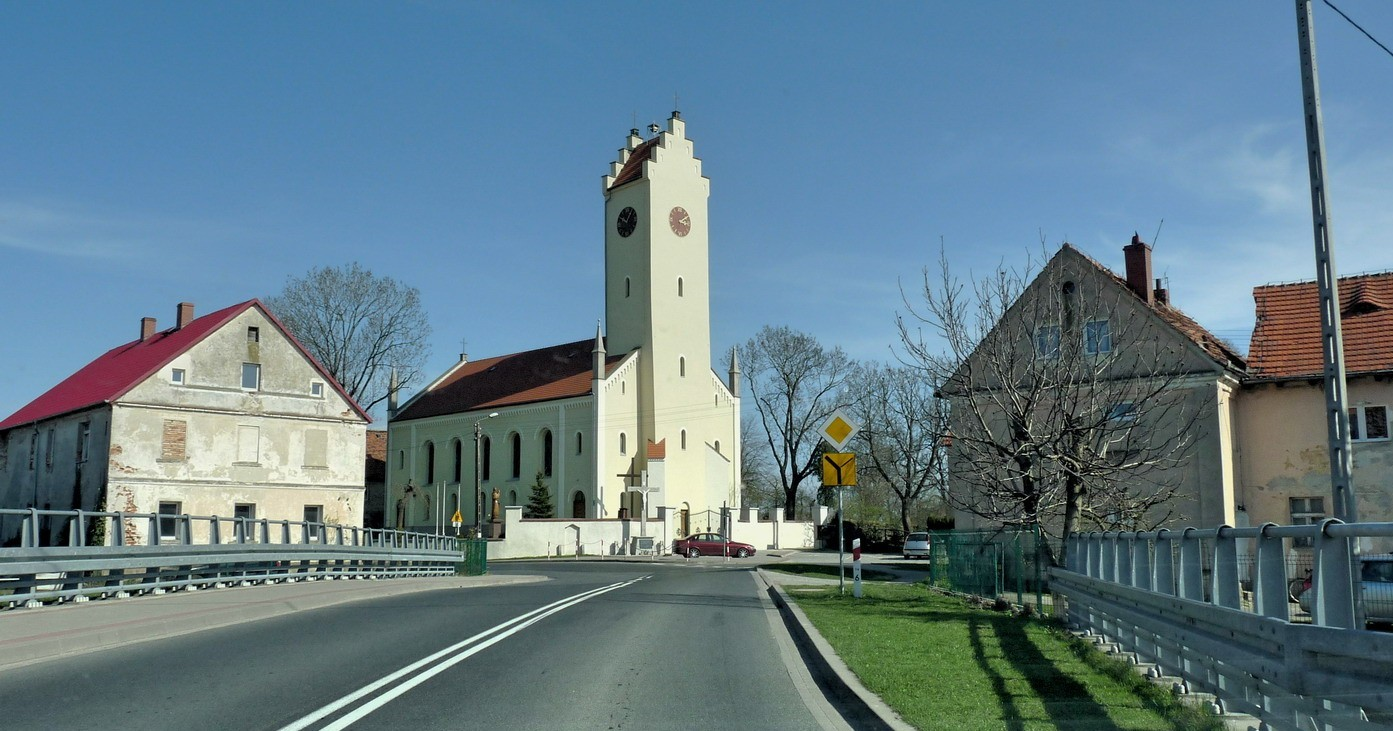
Budziszów Wielki

Budziszów Wielki (deutsch Groß Baudiß, auch Groß Baudiss) ist ein Ort in der Landgemeinde Wądroże Wielkie (Groß Wandriß) im Powiat Jaworski der Woiwodschaft Niederschlesien in Polen.

## Lage
Nachbarorte sind Rąbienice (Romnitz) im Westen, Bielany (Weißenleipe) im Südwesten, Postolice (Poselwitz) im Norden und Budziszów Mały (Klein Baudiß) im Nordosten. 

## Geschichte
Der Ort erscheint urkundlich 1193 als „Budischow“ und wurde 1221 zu Deutschem Recht ausgesetzt. 1250 bestätigte Papst Innozenz IV. die Kirche in „Budissow“ als Besitz des Augustinerchorherrenstiftes Maria auf dem Sande in Breslau. Nach dem Ersten Schlesischen Krieg fiel Baudis 1741/42 mit dem größten Teil von Schlesien an Preußen.
Grundherr war später das herzoglich-schlesische Domänenamt und Mitte des 19. Jahrhunderts die Erben des Rittergutsbesitzers du Port. 1845 zählte Groß Baudiß 58 Häuser in 42 Hausnummern, 440 überwiegend evangelische Einwohner (30 katholisch), eine evangelische Pfarrkirche mit Wiedmuth, eine evangelische Schule mit einem Lehrer und zwei Hilfslehrern, ein herrschaftliches Schloss, ein Vorwerk im Dominium, eine Brau- und Brennerei, eine Windmühle, 22 Handwerker und Händler. Zur Gemeinde gehörte außerdem das herrschaftliche Vorwerk Marienhof und das sogenannte Würchenhaus am Würchenteich. 1874 erfolgte die Gründung des gleichnamigen Amtsbezirkes Groß Baudiß. Die Landgemeinde gehörte bis 1945 zum Landkreis Liegnitz.
Als Folge des Zweiten Weltkriegs fiel Groß Baudiß 1945 an Polen und wurde in Budziszów Wielki umbenannt. Die einheimische deutsche Bevölkerung wurde, soweit sie nicht schon vorher geflohen war, vertrieben. Die neu angesiedelten Bewohner waren zum Teil Heimatvertriebene aus Ostpolen, das an die Sowjetunion gefallen war. Von 1975 bis 1998 gehörte der Ort zur Woiwodschaft Breslau. 

## Sehenswürdigkeiten
- Die römisch-katholische Filialkirche Zum guten Hirten (polnisch Kościół fil. pw. Dobrego Pasterza) geht im Kern auf das 15. Jahrhundert zurück und erhielt im 19. Jahrhundert seine heutige Gestalt im Stil des Historismus. Vor 1945 evangelische Pfarrkirche. Zur evangelischen Parochie waren früher gepfarrt: Groß-Baudis, Romnitz, Weißenleipe, Mönchof, Klein-Baudis, Dramsdorf mit Lohnig, Eisendorf und Körnitz.[4]
- Zur Kirche gehört ein Friedhof mit Umfassungsmauer.